# Talatui
Talatui (Talantui), jedno je od nekadašnjih plemena Miwok Indijanaca, a prema Hodgeu možda samo jedno od sela. Spominje ih američki etnolog Hale, navodeći da žive na rijeci Kassima u Kaliforniji. Hodge je mišljenja da je Kassima bez sumnje Cosumnes.
Gibbs ih naziva Talantui.